# Acacia petraea
Acacia petraea — вид квіткових рослин з родини бобових. Ареал: Австралія (Квінсленд, Новий Південний Уельс).

## Середовище
Він часто розташований на латеритних уступах і вершинах хребтів, на скелястих ґрунтах як частина саван, пустощів або відкритих лісових угруповань.

## Біоморфологічна характеристика
Цей кущ або дерево зазвичай досягає максимальної висоти близько 10 метрів. Він має сіро-коричневу та поздовжньо жилаву кору та кутасті гілочки від жовто-коричневого до пурпурно-коричневого кольору, які злегка запушені в молодості, але пізніше стають голими. Вічнозелені філодії мають лінійну форму, прямі або злегка вигнуті, завдовжки від 13,5 до 26 см і вшир від 2 до 6 мм; вони звужуються до гостроти і є непомітно багатосмугуватими з ледь помітною середньою жилкою і вісьмома-десятьма малими жилками на міліметр. Цвіте з травня по вересень, утворюючи золотисті квітки.